# اووگوروس
اووگوروس (به لاتین: Ovgoros) یک منطقهٔ مسکونی در قبرس شمالی است که در ناحیه اسکله واقع شده‌است. اووگوروس ۲۰۲ نفر جمعیت دارد.